# Вачинская, Валентина Семёновна
Валентина Семёновна Вачинская (бел. Валянціна Сямёнаўна Вачынская; род. 12 января 1922, п. Бацюты, Белостокское воеводство — 16 февраля 1985) — заведующая производственным участком колхоза «Россия» Гродненского района Гродненской области, Белорусская ССР. Герой Социалистического Труда (1972).

## Биография
С 1949 года — в колхозе «Россия» Гродненского района: полевод, с 1957 года — заведующая производственным участком, с 1976 года — бригадир полеводческой бригады учебно-опытной хозяйства «Принеманский» Гродненского сельскохозяйственного института. Звание Героя присвоено за успехи в увеличении производства и продажи государству продуктов земледелия.
Депутат Верховного Совета БССР в 1963—1971 годах.

## Награды
Награждена двумя орденами Ленина (1960, 1972), орденом «Знак Почета» (1957).

## Память
Именем Валентины Семеновны Вачинской названа улица в деревне Путришки Гродненского района.